# Garibaldi (Uruguay)
Garibaldi est une ville de l'Uruguay située dans le département de Salto. Sa population est de 316 habitants.

## Population
| Année | Population |
| ----- | ---------- |
| 1963  | 95         |
| 1975  | 140        |
| 1985  | 143        |
| 1996  | 162        |
| 2004  | 316        |

,